# Fotografia en color
La fotografia en color és una divisió de l'art de la Fotografia que sorgeix de la tècnica de revelat de la fotografia en color.

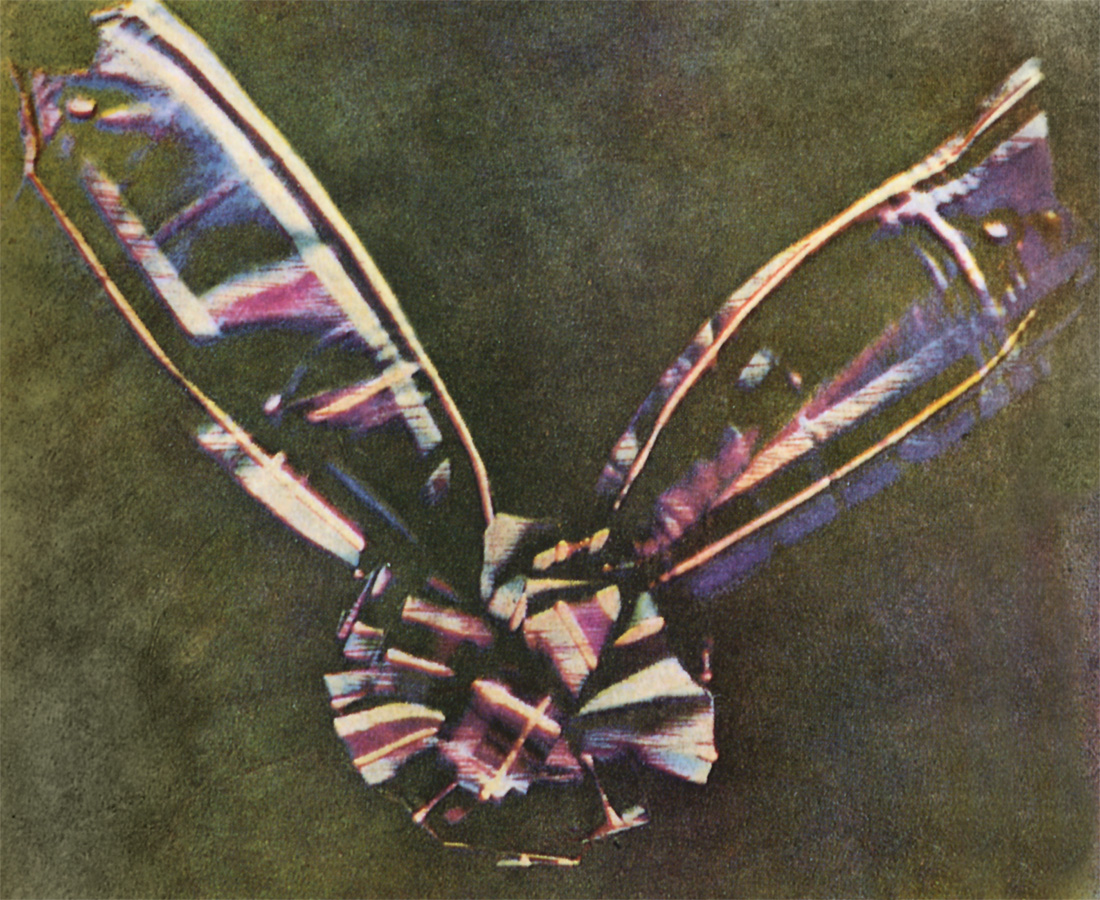
La primera fotografia en color permanent, presa per James Clerk Maxwell en 1861.

Fotografia en color, a Rússia, entre els anys 1909 i 1915, per Sergei Mikhailovich Prokudin-Gorskii.

## Desenvolupament primitiu

### La primera fotografia
La fotografia en colors va ser estudiada al llarg del segle xix. Experiments inicials en color no van poder fixar molt bé la fotografia ni prevenir que el color acabés desapareixent. A més, fins als anys 1870 les emulsions disponibles no eren sensibles a la llum vermella o verda.
La primera fotografia amb color permanent va ser presa el 1861 pel físic britànic James Clerk Maxwell. Va presentar el seu mètode additiu de fotografia en color a Londres, amb la intenció de demostrar que qualsevol color es podia obtenir barrejant llums dels tres colors primaris (vermell, verd i blau) en diferents proporcions. Va provar la teoria fent passar la llum a través de filtres acolorits combinats i projectant el resultat en una pantalla. Va ser el primer sistema additiu aplicat a la fotografia en color i va rebre el nom de tricromia.
La fotografia en color que va realitzar Maxwell va ser a partir de tres fotografies successives cada vegada amb la lent després d'un filtre diferent: vermell, verd i blau. Cadascuna de les tres imatges es projectava sobre la mateixa pantalla amb la llum del color del filtre que s'havia emprat per a prendre-la.
La fotografia es va anomenar Tartan Ribbon i és considerada com la primera fotografia de color permanent. Aquesta encara es pot veure a la Universitat de Cambridge.
El procediment té un fonament científic, però l'experiment va resultar per pura coincidència, ja que l'emulsió utilitzada per Maxwell posseïa una sensibilitat cromàtica insuficient.
Diversos mètodes patentables per a produir imatges van ser ideats des 1862 per dos inventors francesos (que treballaven independentment), Louis Ducos du Hauron i Charles Cros. Basant-se en el mètode substractiu, van utilitzar tres negatius del mateix tema a través d'un filtre col·locat entre la placa i l'objectiu. Un selector apropiat interceptava un dels colors primaris per a cada negatiu. El positiu transparent s'obtenia amb la utilització del colorant corresponent al color que representava cada negatiu. Després les imatges eren sobreposades i lliuraven una fotografia única contenint tots els colors. La complexitat d'aquest mètode, que requeria, com el de Maxwell, la utilització de diversos negatius, i la manca en aquesta època d'emulsions sensibles, van fer que la fotografia en color fos molt difícil de realitzar. No eren mètodes pràctics ni comercialitzables.

### Perfeccionament de la tècnica
El 1873 Hermann W. Vogel va descobrir que la placa de col·lodió humit normalment només sensible al blau podia fer-se més sensible al verd tractant-la amb alguns tints d'anilina. Això el va portar a la placa ortocromática, insensible al vermell i encara supersensible al blau, però ja s'avançava en la direcció correcta. Més tard (1884) va aconseguir sensibilitzar al taronja però no serà fins a 1906, que Wratten i Wainwrigth, a Londres, introdueixin la placa pancromàtica, sensible a tots els colors de l'espectre.
Les plaques de vidre Autochrome, o autocromas, van sortir al mercat el 1907, essent el primer sistema comercialitzat, i l'únic disponible en color fins a 1935. Es va deure a la gran aportació dels francesos Auguste i Louis Lumière, que van idear un sistema de reixeta, en la qual la placa era recoberta de minúsculs grans de fècula de patata, tenyits. Les plaques autocromas eren transparències o diapositives.
Un altre procediment de fotografia en color va ser inventat per Sergei Mikhailovich Prokudin-Gorskii, que consistia en tres exposicions monocromes diferents (negatius separats) d'una escena a través de filtres vermells, verds i blaus. El mateix inventor, entre els anys 1909 i 1915, va prendre imatges de gran bellesa al llarg de l'imperi rus. Però aquest sistema no es va comercialitzar, i només els seus hereus van conservar les seves imatges.

## La Moderna pel·lícula a Colors
El primer film diapositiva moderna en color va ser la Kodachrome, la qual va ser introduïda el 1935 i va ser basada en tres emulsions acolorides. La majoria de les pel·lícules modernes en colors, exceptuant la Kodachrome, són basades en tecnologies descobertes per Agfacolor (com 'Agfacolor Neue') el 1936. (En aquesta nova tecnologia, els acobladors de color ja estan inclosos en les capes d'emulsió, en lloc d'haver de ser acuradament difuminades durant el revelat.) el 1942 Eastman Kodak va començar a produir pel·lícules negatives en color de les quals es podien obtenir còpies positives en color, la Kodacolor.
La pel·lícula instantània en colors va ser introduïda per Polaroid el 1963.

### Sistemes i colors
Existeixen bàsicament dos sistemes de color és:
1. Additiu: els colors són afegits com llums acolorides. En aquest sistema, el conjunt bàsic de colors primaris són vermell, verd i blau.
2. Substractiu: els colors són sostrets de la llum blanca per tenyit o pigments. En aquest sistema, el conjunt bàsic de colors primaris són cian, magenta i groc. Ducos du Hauron realitzar diverses fotografies utilitzant aquest mètode a la fi del segle xix.

### Tipus comercials d'impressió
Diversos mètodes comercials d'impressió van ser ideats usant la tècnica sustractiva durant els 1930 per a impressió des de la "separació de negatius". Kodachrome va ser el primer film "tri-pack integrada" comercialment disponible.

### Tipus de pel·lícules
Hi ha dos principals tipus de pel·lícules en colors utilitzades actualment:
1. El negatiu en color que crea una imatge en negatiu quan és exposada la qual és fixada durant el revelat. Aquesta és després exposada en paper fotogràfic per a formar una imatge en positiu.
2. Pel·lícula d'inversió en color, també conegut com a diapositiva, crea una imatge negativa quan és exposada, la qual és revertida a positiva en el procés de revelat. La pel·lícula pot ser projectada en una pantalla.

### La fotografia en color en la guerra mundial
AGFA va presentar la seva pel·lícula en color el 1936, la Agfacolor de la qual procedeixen tots els processos actuals de pel·lícules en color excepte la Kodachrome que va ser presentada en aquest mateix any per Kodak la qual va ser inventada per dos músics professionals Mannes i Godosky, a la qual se li incorporaven els colorants en el processament (revelat) en lloc d'en la fabricació.